# Arteria profunda del pene
La arteria profunda del pene, también llamada arteria cavernosa, es una arteria que se origina como rama terminal de la arteria pudenda interna; se ramifica desde dicho vaso mientras está situado entre las dos fascias del diafragma urogenital (bolsa profunda del periné).

## Trayecto
Perfora la fascia inferior de la bolsa profunda del periné, y, entrando en el pilar del pene oblicuamente, discurre hacia delante en el centro del cuerpo cavernoso del pene, hacia el cual se distribuyen sus ramas.
No presenta ramas importantes.

## Distribución
Se distribuye hacia el cuerpo cavernoso del pene.

## Imágenes adicionales

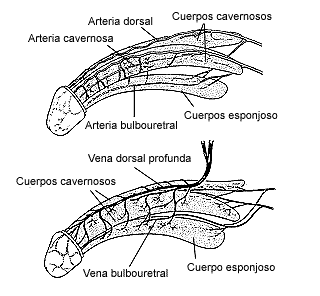
Arterias y venas del pene.
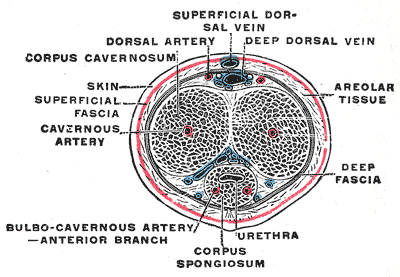
Pene en sección transversal, mostrando los vasos sanguíneos.